# ムムターズ・マハル
ムムターズ・マハル（ヒンディー語: मुमताज़ महल Mumtāz Mahal, ペルシア語: ممتاز محل Momtāz-i Maḥal, 1593年4月27日 - 1631年6月17日）は、北インド、ムガル帝国第5代皇帝シャー・ジャハーンの皇妃で、第6代皇帝アウラングゼーブの母。
宮廷の大富豪アーサフ・ハーンの娘で、本名はアルジュマンド・バーヌー・ベーグム（ارجمند بانو بیگم Arjumand Bānū Bēgum）という。ムムターズ・マハルとはペルシア語で「愛でられし王宮の光彩」「宮廷の選ばれし者」を意味する言葉であり、第4代皇帝ジャハーンギールから授けられた称号である。

## 生涯

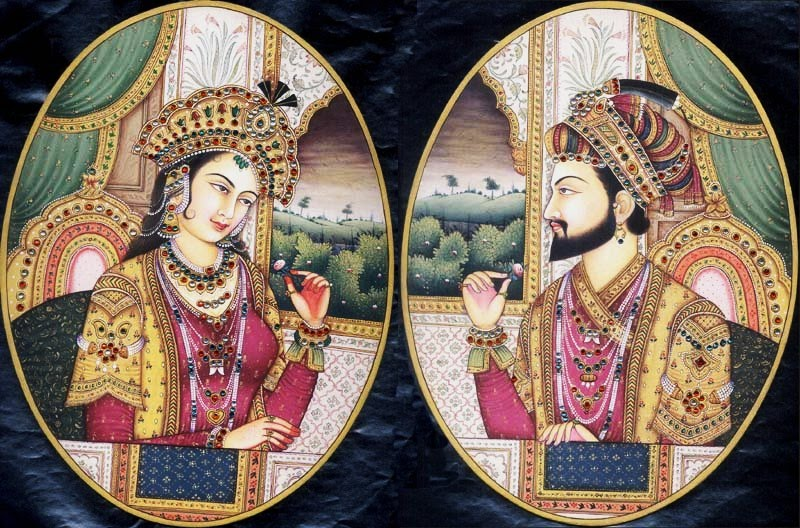
シャー・ジャハーンとムムターズ・マハル

1595年4月6日、ムガル帝国の貴族アーサフ・ハーンの娘として生まれる。
彼女の祖父はサファヴィー朝からの亡命貴族であったミールザー・ギヤース・ベグ（尊称イティマード・ウッダウラ）という人物で、その息子アーサフ・ハーンが彼女の父である。ギヤース・ベグにはミフルンニサー・ベーグムという娘がおり、これがジャハーンギールの寵妃ヌール・ジャハーンとなった。ムムターズ・マハルはヌール・ジャハーンの姪にあたる。
1612年、ジャハーンギールの皇子フッラム（のちのシャー・ジャハーン）と結婚する。夫に深く寵愛され、14人の子女をもうける。うち、成年まで育ったのは男子4人と女子3人であり、この4人の男子が長男ダーラー・シコー以下、シャー・シュジャー、アウラングゼーブ、ムラード・バフシュである。
夫が父帝ジャハーンギールや継母ヌール・ジャハーンと対立し、各地への転戦や逃避行中でも、これに付き従い苦楽をともにしたと伝えられている。

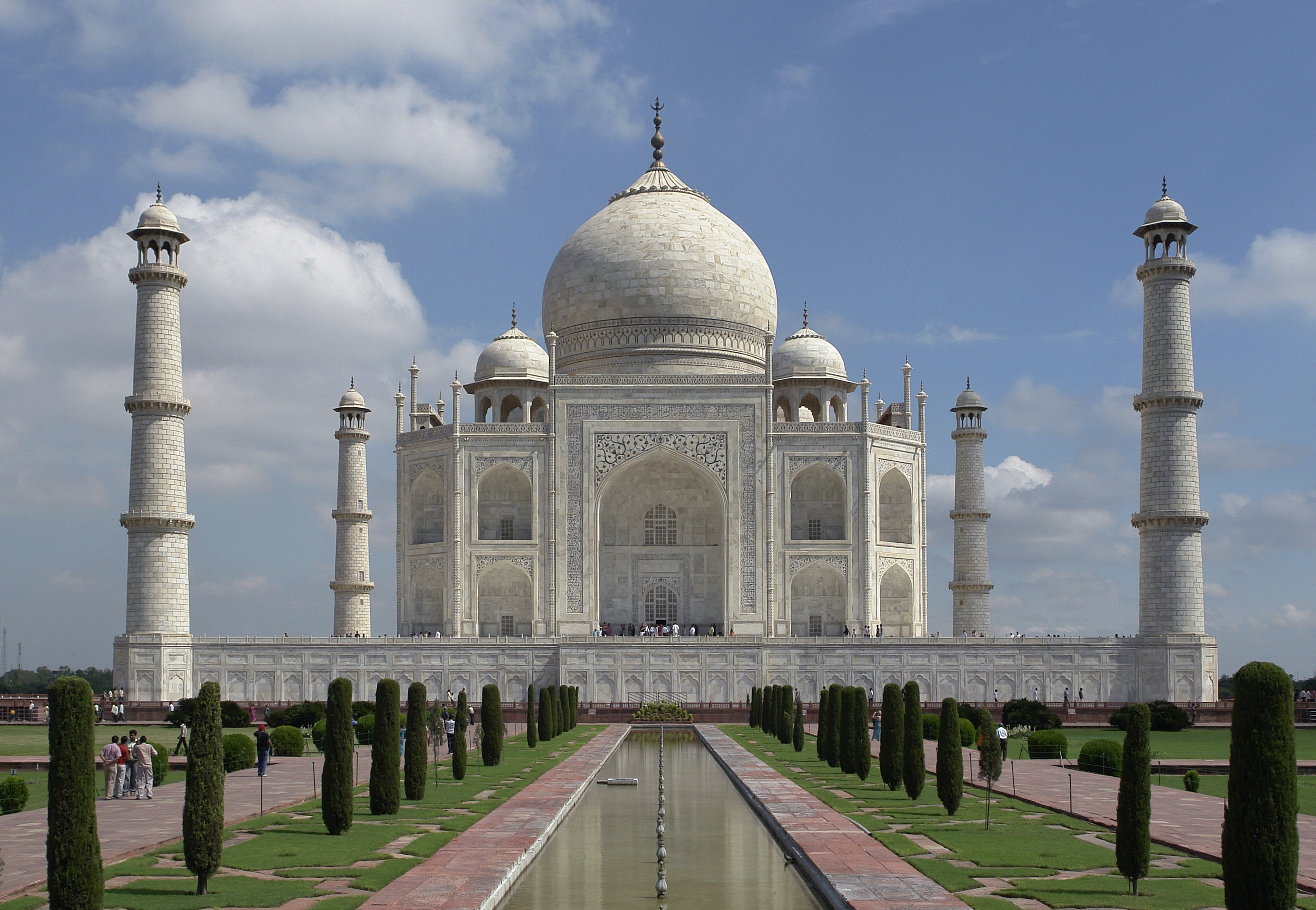
タージ・マハル

1631年6月17日、シャー・ジャハーンのデカン遠征中、遠征先で第14子ガウハーラーラー・ベーグムを生んだあと38歳で産褥死した。シャー・ジャハーンはその死を大いに悲しみ、彼女の廟としてタージ・マハルを建立し来世を弔った。

## 子女
- フルンニサー・ベーグム
- ジャハーナーラー・ベーグム
- ダーラー・シコー
- シャー・シュジャー
- ラウシャナーラー・ベーグム
- アウラングゼーブ
- アフマド・バフシュ
- スライヤ・バーヌー・ベーグム
- 氏名不詳
- ムラード・バフシュ
- ルトフッラー
- ダウラト・アフザル
- フスナーラー・ベーグム
- ガウハーラーラー・ベーグム